# Larry J. Blake
Pour les articles homonymes, voir Blake.
Larry J. Blake est un acteur américain, né le 24 avril 1914 à Brooklyn, New York, et mort le 25 mai 1982  à Los Angeles (Californie).

## Biographie
Larry J. Blake, père de l'acteur et maquilleur Michael F. Blake, fut le premier acteur à interpréter Adolf Hitler au cinéma.

## Filmographie

### Au cinéma
- 1937 : Secret Agent X-9 : Chief FBI Agent Wheeler
- 1938 : The Jury's Secret : Bill Sheldon
- 1938 : State Police : Trigger Magee
- 1938 : The Nurse from Brooklyn : Larry Craine
- 1938 : Air Devils : John P. 'Horseshoe' Donovan
- 1938 : Young Fugitives : Silent Sam
- 1938 : Trouble at Midnight : Tony Michaels
- 1939 : They Made Her a Spy : Ben Dawson
- 1939 : Sudden Money : Interviewer
- 1940 : I Can't Give You Anything But Love, Baby : Impersonator
- 1940 : The Boys from Syracuse : Announcer
- 1944 : Maisie Goes to Reno Harry Beaumont : Policeman
- 1946 : Behind Green Lights : Ambulance officer
- 1946 : The Undercover Woman : Simon Gillette
- 1946 : Deadline for Murder : Hudson
- 1946 : Strange Journey de James Tinling : Karl
- 1946 : The Trap : Rick Daniels
- 1946 : Magnificent Doll : Charles
- 1947 : Au carrefour du siècle (The Beginning or the End) : Tough MP
- 1947 : Backlash (en) : Det. Lt. Jerry McMullen
- 1947 : Une vie perdue (Smash-Up: The Story of a Woman) : Radio Station Emcee
- 1947 : Second Chance de James Tinling : Det. Sgt. Sharpe
- 1948 : Appelez nord 777 (Call Northside 777) : Police Photographic Technician
- 1948 : L'Emprise (The Hunted), de Jack Bernhard : Hollis Smith
- 1948 : French Leave (en) de  Frank McDonald : Schultyz
- 1948 : L'Enfer de la corruption (Force of Evil) d'Abraham Polonsky : Detective
- 1949 : The Lucky Stiff : Louie Perez
- 1949 : Boulevard des passions (Flamingo Road) : Martin
- 1949 : Mariage compliqué (Holiday Affair), de Don Hartman : Johnson
- 1950 : The Blonde Bandit (en) : Capt. Ed Roberts
- 1950 : Destination Big House (en) : Pete Weiss
- 1950 : Boulevard du crépuscule (Sunset Blvd.) : Finance man #1
- 1950 : Le Fauve en liberté (Kiss Tomorrow Goodbye) de Gordon Douglas : Telephone voice
- 1950 : One Too Many : Walt Williams
- 1951 : Secrets of Beauty : Uncle Marty
- 1951 : In Old Amarillo : Stan Benson (Pilot)
- 1951 : Les Révoltés de Folsom Prison (en) (Inside the Walls of Folsom Prison) de Crane Wilbur : Tim Castle, Lockup Guard
- 1951 : Iron Man de Joseph Pevney : Ralph Crowley
- 1951 : Rhubarb, le chat millionnaire : Police Radio Voice
- 1952 : Je retourne chez maman (The Marrying Kind) de George Cukor : Benny, Post Office Worker
- 1952 : The Winning Team : Detective
- 1952 : Le Train sifflera trois fois (High Noon) : Gillis, saloon owner
- 1952 : The Story of Will Rogers de Michael Curtiz : House Detective
- 1952 : Le Bal des mauvais garçons (Stop, You're Killing Me) de Roy Del Ruth
- 1952 : Un si doux visage (Angel Face) d'Otto Preminger : Det. Brady
- 1953 : La Femme au gardénia (The Blue Gardenia) : Music Shop Clerk
- 1953 : The System (en) de Lewis Seiler : Detective Conducting Line-Up
- 1953 : Drôle de meurtre (Remains to Be Seen) de Don Weis : Det. Minetti
- 1953 : Cruisin' Down the River : Dave Singer
- 1953 : Devil's Canyon : Hysterical Prisoner
- 1953 : Le Vol du diamant bleu (The Great Diamond Robbery) : Policeman
- 1954 : Les Sept femmes de Barbe-Rousse (Seven Brides for Seven Brothers) : Drunk
- 1955 : Dial Red O
- 1955 : Le Fils de Sinbad (Son of Sinbad) : Samit
- 1955 : Le Tueur au cerveau atomique (Creature with the Atom Brain) : Reporter #2
- 1955 : La Peur au ventre (I Died a Thousand Times) : Healy
- 1955 : Teen-Age Crime Wave (en) Fred F. Sears : State Police Sgt. Connors
- 1956 : Inside Detroit : Max Harkness
- 1956 : La Cinquième Victime (While the City Sleeps) : Tim, Police Desk Sergeant
- 1956 : Les soucoupes volantes attaquent (Earth vs. the Flying Saucers) : Motorcycle cop
- 1956 : The Werewolf : Hank Durgis
- 1956 : Cet homme est armé (en) (The Man Is Armed)
- 1956 : L'Extravagante héritière (You Can't Run Away from It) : Detective
- 1956 : Rumble on the Docks : Officer Fitz
- 1957 : Badlands of Montana : First Outlaw
- 1957 : L'Ingrate cité (Beau James) : Reporter
- 1957 : Beginning of the End : Patrolman
- 1957 : Jeanne Eagels : Reporter
- 1957 : L'Esclave libre (Band of Angels) : Auctioneer
- 1957 : Man of a Thousand Faces (en) de Joseph Pevney : David T. Stone
- 1957 : Escape from San Quentin : Mack
- 1958 : Outcasts of the City
- 1958 : Une femme marquée (Too Much, Too Soon) : Reporter
- 1959 : Quelle vie de chien ! (The Shaggy Dog) de Charles Barton : Police Officer Ed Mercer
- 1960 : Elmer Gantry le charlatan (Elmer Gantry) : Mac (bartender)
- 1961 : Portrait of a Mobster : John Murphy
- 1965 : That Funny Feeling : Policeman
- 1965 : L'Espion aux pattes de velours (That Darn Cat!) : Police Officer
- 1966 : Rancho Bravo (The Rare Breed) : Auctioneer
- 1967 : L'Honorable Griffin (The Adventures of Bullwhip Griffin) : Saloon barker
- 1967 : Eight on the Lam : Officier de police
- 1967 : A Covenant with Death de Lamont Johnson
- 1968 : Que faisiez-vous quand les lumières se sont éteintes ? (Where Were You When the Lights Went Out ?)
- 1968 : Pendez-les haut et court (Hang 'Em High) : Drinking Spectator-to-Be
- 1968 : Un amour de Coccinelle (The Love Bug) : Race Track Timekeeper
- 1971 : Le Dernier train pour Frisco (One More Train to Rob) : Barber
- 1971 : Les Diamants sont éternels (Diamonds Are Forever) : Water Balloon Game Barker-Operator
- 1973 : Le Cercle noir (The Stone Killer) : Deputy Police Commissioner Duncan Melbourne
- 1974 : Le Nouvel Amour de Coccinelle (Herbie Rides Again) de Robert Stevenson
- 1975 : L'Homme le plus fort du monde (The Strongest Man in the World) de Vincent McEveety : Pete
- 1977 : Génération Proteus (Demon Seed) : Cameron
- 1979 : C'était demain (Time After Time) : Guard

## Télévision
- 1969 : Le Virginien : saison 8 épisode 03 (Halfway back from hell) : Farnum
- 1970 : Le Virginien : saison 9 épisode 09 (The price of the hanging) : Clay
- 1973 : Alvin the Magnificent
- 1974 : The Whiz Kid and the Mystery at Riverton : Police Chief
- 1975 : La Recherche des dieux (Search for the Gods) : Jailer
- 1976 : La Petite Maison dans la prairie (The House on the Prairie) (Série télévisée) saison 2, épisode 16 (Le wagon fou (The runaway caboose) ) : Asa Dunn